# اجبالة (كيسان)
اجبالة هي إحدى مشيخات المملكة المغربية، تتبع جغرافيا لإقليم تاونات وإداريًا لكيسان. يقدر عدد سكانها بـ 6622 نسمة حسب الإحصاء الرسمي للسكان والسكنى لسنة 2004.